# مالکوم بیلی (بازیکن فوتبال، زاده ۱۹۳۷)
مالکوم بیلی (انگلیسی: Malcolm Bailey; ۷ مهٔ ۱۹۳۷ – ۲۰۱۶) بازیکن فوتبال اهل بریتانیا بود.
از باشگاه‌هایی که در آن بازی کرده‌است می‌توان به باشگاه فوتبال بارنزلی و باشگاه فوتبال برافورد پارک آونیو اشاره کرد.